# Берсерк (1997)
«Берсерк», відомий в Японії як Kenpū Denki Berserk, — аніме-серіал, екранізація однойменної манґи Кентаро Міури. Серіал продюсували Nippon TV та VAP, анімацією займалася OLM, Inc. і зрежисований Наохіто Такахасі. 25 серій серіалу транслювалися на Nippon TV з жовтня 1997 по квітень 1998 року. «Берсерк» було ліцензовано на випуск англійською мовою в Північній Америці компанією Media Blasters, яка втратила права на серіал у 2012 році. «Берсерк» загалом був добре прийнятий аудиторією. Критики високо оцінили сюжет, персонажів та виділили саундтрек Сусуми Хірасави.

## Сюжет
Ґатс — самотній найманець, який мандрує в пошуках битв, керований суто своєю волею до виживання. Після поразки завданої Ґриффітом, амбіційним та харизматичним лідером найманців під назвою «Загін Сокола», Ґатса приймають в ряди загону, і він швидко піднімається по кар'єрних сходах, стаючи кращим воїном Ґриффіта. Одного разу Ґриффіт показує Ґатсу свій Бехеліт, таємничу демонічну реліквію, і розкриває йому свою мрію володіти власним королівством. Через три роки «Загін Сокола» виріс у силі та чисельності, а Ґатс став командиром підрозділу. Ґатс стикається з Безсмертним Зоддом, страшним величезних розмірів легендарним воїном, який, ледь не вбивши Ґатса та Ґриффіта, милує їх після того, як побачив Бехеліт Ґриффіта. Перед тим покинути місце битви Зодд попереджає Ґатса про його неминучу смерть у випадку недосягнення цілі Ґриффіта. Під час видужання від травм Ґриффіт зближується з дочкою короля Мідленда Шарлоттою. Ґатс випадково почув одну з розмов між Ґриффітом та Шарлоттою, де він сказав, що прийме за справжнього друга лише того, хто має власну мрію. Зрештою, «Загін Сокола» найняло королівство Мідленд аби виграти Столітню війну проти імперії Тюдорів. У цей час у Ґатса поступово розвиваються романтичні стосунки з Каскою, командиром підрозділу Сокола та єдиною жінкою у загоні. Через деякий час після перемоги Соколів Ґатс вирішує покинути загін та перестати жити мрією Ґриффіта. Ґатс і Ґриффіт проводять поєдинок, і після нищівної поразки останнього, Ґатс засвідчує про своє рішення. Психологічно спустошений втратою Ґатса, Ґриффіт втрачає голову та вступає у статевий акт з принцесою Шарлоттою. Його саджають у в'язницю та катують, тоді як Соколи приречені до смерті.
Ґатс проводить рік у тренуваннях для покращення майстерності у фехтуванні. Зрештою він дізнається, що Соколи зараз поза законом, і Каска взяла на себе керівництво. Ґатс вирушає їм на допомогу і прибуває під час їх сутички з групою найманців. Каска розробила план порятунку Ґриффіта з Вежі Відродження, де його утримують. Під час суперечки Каска звинувачує Ґатса в халепі Ґриффіта, але незабаром вона усвідомлює, що це не його вина, і після того, як Ґатс рятує її від самогубства, вони зізнаються в коханні один одному і займаються сексом. Пізніше Каска та Ґатс проникають у підземелля під Вежею Відродження і знаходять Ґриффіта понівеченим, спотвореним та зневіреним. Після визволення Ґриффіта Соколи відчувають безпорадність через стан Ґриффіта. Каска каже Ґатсу, що вона не може піти з ним, тому що вона відчуває, що повинна подбати про Ґриффіта і що Ґатс повинен продовжувати свій власний шлях. Ґриффіт, підслухавши їх і зневірившись у тому, до чого він зведений, викрадає фургон і розбивається на ньому у річці. У розпачі, після невдалої спроби самогубства, Ґриффіт знаходить свій Бехеліт, який загубився у в'язниці, і випадково активує його кров'ю, що витікає з його шиї, ініціюючи тим самим подію під назвою «Затемнення». Група архідемонів, яку називають Рукою Бога, повідомляє Ґриффіту, що його обрано останнім учасником групи, і він повинен принести своїх товаришів в жертву «апостолам» Руки Бога, створінням на кшталт Зодда, які стали могутніми демонами внаслідок принесення в жертву своїх коханих і власну людяність. Весь Загін Сокола таврований знаком жертви та вся група, за винятком Ґатса і Каски, вбита апостолами. Ґриффіт перероджується як п'ятий член Руки Бога, під новим іменем — Фемто, і ґвалтує Каску на очах Ґатса. Ґатс втрачає праве око і власноруч відсікає своє ліве передпліччя, марно намагаючись зупинити свого колишнього друга. Ґатс зрештою виживає після Затемнення. Згодом він стає відомим як Чорний мечник, і намагається помститися Руці Бога та її апостолам.

## Актори озвучення
| Персонаж       | Японське озвучення | Англійське озвучення |
| -------------- | ------------------ | -------------------- |
| Ґатс           | Нобутосі Канна     | Марк Дірайсон        |
| Ґриффіт        | Тошіюкі Морікава   | Кевін Т. Коллінз     |
| Каска          | Юко Міямура        | Керрі Керанен        |
| Рікерт         | Акіко Яджима       | Мішель Ньюман        |
| Джудо          | Акіра Ісіда        | Крістофер Кромер     |
| Піппін         | Масуо Амада        | Джефф Уорд           |
| Коркус         | Томохіро Нішимура  | Марк Себастьян       |
| Носферату Зодд | Кенджі Уцумі       | Дж. Девід Бриммер    |
| Порожнеча      | Unshō Ishizuka     | Джон Авнер           |
| Слен           | Ацуко Танака       | К. Л. Джонс          |
| Убік           | Чафурін            | Крістіан Коллінгвуд  |
| Гастон         | Масахіто Каванаго  | Шон Шеммель          |

## Виробництво
Аніме-серіал Berserk був спродюсований Nippon Television і VAP, анімований OLM, Inc і зрежисований Наохіто Такахасі. Серіал починається з арки манґи «Чорний мечник», що продовжується в арку «Золоте століття». Екранізація охоплює дванадцять томів (і частину тринадцятого тому) манґи. Двадцять п'ять епізодів транслювались у Японії мережею Nippon TV з 8 жовтня 1997 року по 1 квітня 1998 року. Компанія VAP тринадцять сетів на VHS з 1 лютого 1998 року по 21 січня 1999. З 23 квітня по 22 жовтня 2003 виходило перевидання аніме-серіалу на семи DVD-дисках. 2012 року VAP випустили перевединня у форматі Blu-ray.
У Північній Америці спочатку повідомлялося, що Urban Vision вів переговори про ліцензію на випуск англійською мовою, однак пізніше було підтверджено, що Берсерк отримав ліцензію Media Blasters. Озвучення англійською мовою займалося NYAV Post. Media Blasters випустили серіал на VHS та шести DVD-дисках з 28 травня 2002 року по 27 травня 2003 року. Повна колекція на DVD вийшла 16 листопада 2004, а перевидання — 10 березня 2009. У грудні 2012 року Media Blasters оголосила, що права на серіал закінчились.
У Великій Британії ліцензію на видання Берсерка отримала компанія MVM Films. Шість DVD було видано з 3 вересня 2007 по 7 липня 2008. 11 жовтня 2010 MVM перевидали повну колекцію DVD аніме-серіалу, а Blu-ray версія вийшла 6 лютого 2017 року. В Австралії та Новій Зеландії Madman Entertainment випустила шість DVD з 2 грудня 2002 по 18 червня 2003. Повна колекція DVD вийшла 17 березня 2004 р., а колекція на Blu-ray — 21 лютого 2018.

## Саундтрек
Сусуму Хірасава написав музику для «Берсерка». Penpals виконав опенінг «Tell Me Why», а Silver Fins — ендінґ «Waiting so long». «Berserk -Forces-» вийшов синглом на Nippon Columbia (Teslakite) 1 листопада 1997 року; «Tell Me Why» та «Waiting so long» вийшли VAP 6 листопада 1997.
Kenpū Denki Berserk: Original Soundtrack (яп. 剣風伝奇ベルセルク オリジナル・サウンドトラッック, Kenpū Denki Beruseruku Orijinaru Saundotorakku) вийшов VAP 6 листопада 1997.
Автор музики і слів Сусуму Хірасава, за винятком зазначених. 
| Список композицій Kenpū Denki Berserk: Original Soundtrack | Список композицій Kenpū Denki Berserk: Original Soundtrack                                        | Список композицій Kenpū Denki Berserk: Original Soundtrack | Список композицій Kenpū Denki Berserk: Original Soundtrack |
| #                                                          | Назва                                                                                             | Автор                                                      | Тривалість                                                 |
| ---------------------------------------------------------- | ------------------------------------------------------------------------------------------------- | ---------------------------------------------------------- | ---------------------------------------------------------- |
| 1.                                                         | «Behelit»                                                                                         |                                                            | 1:55                                                       |
| 2.                                                         | «Ghosts»                                                                                          |                                                            | 1:41                                                       |
| 3.                                                         | «Ball»                                                                                            |                                                            | 1:08                                                       |
| 4.                                                         | «Guts»                                                                                            |                                                            | 3:35                                                       |
| 5.                                                         | «Murder (Hirasawa, Sacol Trakranprasirt, Supat Kuntatun)»                                         | Hirasawa Sacol Trakranprasirt Supat Kuntatun               | 9:29                                                       |
| 6.                                                         | «Fear»                                                                                            |                                                            | 3:26                                                       |
| 7.                                                         | «Monster»                                                                                         |                                                            | 4:03                                                       |
| 8.                                                         | «Eearth»                                                                                          |                                                            | 4:23                                                       |
| 9.                                                         | «Berserk -Forces-» (TV Version)                                                                   |                                                            | 1:56                                                       |
| 10.                                                        | «Tell Me Why (Hayashi Munemasa, Moriya Kamijō, Kinya Kamijō)» (TV Version) (performed by Penpals) | Hayashi Munemasa Moriya Kamijō Kinya Kamijō                | 1:15                                                       |
| 11.                                                        | «Waiting so long (Hitomi Takenaka, Mitsuhiro Asakura)» (TV Version) (performed by Silver Fins)    | Hitomi Takenaka\|Mitsuhiro Asakura                         | 1:22                                                       |
| 34:13                                                      |                                                                                                   |                                                            |                                                            |

## Інші видання
Артбук Berserk: Kenpū Denki – Kanzen Kaiseki-sho (яп. ベルセルク 剣風伝奇完全解析書, Beruseruku Kenpū Denki Kanzen Kaiseki-sho, «Berserk: Sword-Wind Chronicle — Complete Analysis Report») вийшов у Hakusensha 9 грудня 1998.

## Сприйняття
Аніме-серіал «Берсерк» був загалом тепло прийнятий критиками. Карло Росс з THEM Anime Reviews сказав, що спочатку він не міг налаштуватися на «похмурий, гнітючий тон „Берсерка“», але додав, що з розвитком подій сюжету глядач може зрозуміти, що герої аніме «не просто стандартні архетипи фентезі» і похвалив аніме за реалістичне зображення персонажів. Він сказав, що жорстокість Берсерка нагадала йому класичні фільми Куросави, і що так само як і у ці фільми аніме нам каже, що «солдати під цими металевими обладунками є людьми». Росс підсумував: «Якщо ви хочете фентезі, що справді змушує замислитись, то не дайте назві Вас обманути. Берсерк — не про відключення мізків. Ні на каплю». Бріттані Вінсент у статті для Anime News Network написала, що «„Берсерк“ вдало задає тон, що визначає історію, навіть якщо деколи це у підсумку ні до чого не веде». Вінсент писав, що адаптація не є ідеальною і «у ній інколи трапляється низкоякісна анімація», але це «чудовий спосіб оживити історію». Вона також зазначила відсутність в екранізації відсутність персонажів першоджерела, таких як ельф Шайба. Це робить серіал «набагато серйознішим і неочікуванішим», також зазначивши, що в аніме є кілька моментів, які «деякі пролітають непомітно за переглядом, а деякі сповільнюють історію». Сандра Скоулз з Active Anime писала: «„Берсерк“ — це грубе, бурхливе, демонічне фентезі. З великою імовірністю ніхто раніше не бачив подібного аніме і можливо більше не побачить. Кожен повинен знайти місце для цього аніме у своїй колекції».
Джон Оплігер з AnimeNation сказав, що найсильнішою стороною екранізації є «його здатність подавати хвильні, надзвичайно жорстокі дії без втрати розвитку сюжету та героїв», а також відзначає серію за її «заплутану та непередбачувану історію». Роб Гул з PopCultureShock писав, що спочатку за «дві години нудьги» він побачив «типовий концепт у поєднанні з типовою для ТВ якістю», але це раптом «історія вибухнула» і відмітив, що «„Берсерк“ не нудний фестиваль кровопролиття» як спочатку він подумав і назвав його «захопливою історією». Ерік Фредеріксен у статті для Advanced Media Network, сказав, що було б легко назвати «Берсерка» «шматком жорстокого бездумного видива для перегляду з попкорном», але він додав, що йдеться не про «людину з величезним мечем, що шматує все на своєму шляху». На його думку, історія та персонажі є справжнім акцентом шоу і завершив підсумком: « Величезна кількість роздумів на які нас наштовхує „Берсерк“, на відміну від інших шоу, що силоміць нас годують очевидними речами, є основною причиною успішної перевірки часом серії». Кріс Беверідж з AnimeOnDVD писав: «Отримати щось, що є просто насиллям, але водночас змістовною історією — це справжній сюрприз. Щось, що не відступає від темної сторони бою в фентезійній обстанові […] це серія, яка просто захопила мене і не відпускала до самого завершення».

## Уточнення
1. ↑  Японська: 剣風伝奇ベルセルク Хепберна: Kenpū Denki Beruseruku?, «Berserk: Sword-Wind Chronicle»
2. ↑  Berserk aired on Nippon TV on Tuesday midnight, effectively Wednesday at 1:45 a.m. JST[10].